# Myoporeae
Tribu
Les Myoporeae sont une tribu de plantes à fleurs de la famille des Scrophulariaceae.

## Liste des genres et espèces
Selon NCBI (6 août 2010) :
- genre Bontia
  - Bontia daphnoides
- genre Eremophila
  - Eremophila bignoniflora
  - Eremophila glabra
  - Eremophila macdonnellii
  - Eremophila rotundifolia
- genre Myoporum
  - Myoporum acuminatum
  - Myoporum insulare
  - Myoporum aff. insulare CHR 505221
  - Myoporum kermadecense
  - Myoporum laetum
  - Myoporum mauritianum
  - Myoporum montanum
  - Myoporum obscurum
  - Myoporum parvifolium
  - Myoporum platycarpum
  - Myoporum sandwicense